# Catocala orba
Catocala orba är en fjärilsart som beskrevs av Kusnetzov 1903. Catocala orba ingår i släktet Catocala och familjen nattflyn. Inga underarter finns listade i Catalogue of Life.